# Idiocracy
Idiocracy ist eine Science-Fiction-Komödie des US-amerikanischen Regisseurs Mike Judge aus dem Jahr 2006. Der Film zeigt eine Dystopie der Welt des Jahres 2505, in der eine geistig degenerierte Gesellschaft vor ihrem Ende steht. Er spielt vor dem Hintergrund eines umstrittenen evolutionsbiologischen Konzepts, der Dysgenik.

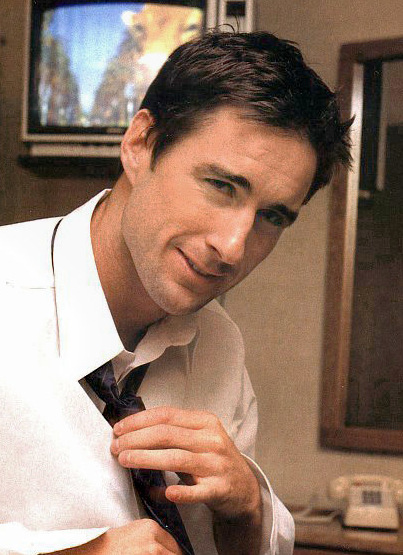
Luke Wilson

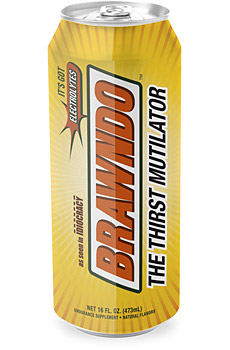
Brawndo, Universalersatz für Wasser

## Handlung
Der Film stellt zu Beginn die These auf, dass in der modernen Gesellschaft Intelligenz und Bildung keine Selektionsvorteile sein müssen. Ein Erzähler illustriert dies am Beispiel eines Akademiker-Ehepaars: Im Laufe von 15 Jahren finden sie immer wieder neue Gründe, warum Kinder nicht in ihre aktuelle Lebenssituation passen, bis schließlich der Ehemann stirbt und sie keine Kinder haben. Kontrastiert wird dieses Bild durch eine chaotische Unterschichtfamilie, die sich ungeplant und rasch vergrößert (demografisch-ökonomisches Paradoxon). Die Zukunftsvision des Films zeigt daraus folgend ein Land, in dem kritisches Denken und Bildung nahezu ausgestorben sind.
Die eigentliche Handlung des Films beginnt damit, dass die US-Army ein streng geheimes Kälteschlaf-Experiment durchführt. Als Versuchspersonen wählt der verantwortliche Leiter Officer Collins den Armee-Bibliothekar Joe Bauers als den „durchschnittlichsten Durchschnittsamerikaner“ mit dem Durchschnittsintelligenzquotienten von 100 sowie die Prostituierte Rita aus, da beide keine Angehörigen haben und darum von niemandem vermisst würden. Der Versuch soll ein Jahr dauern, aber kurz nach Beginn wird Collins wegen eines Prostitutionsskandals verhaftet. Der gesamte Stützpunkt wird abgerissen, Rita und Joe werden dabei vergessen und in ihren Kälteschlafkammern mit den Trümmern des Stützpunkts auf eine Mülldeponie verfrachtet.
In den folgenden Jahrhunderten verdummt die Gesellschaft, bis selbst grundlegende Infrastrukturen wie die Müllabfuhr nicht länger aufrechterhalten werden können. Im Jahr 2505 kommt es auf einer gewaltigen Mülldeponie zu einer Mülllawine, die die Kälteschlafkammern wieder freilegt und beschädigt. Joe erwacht in einer ihm völlig fremden Welt. Die Lawine hat seine Kälteschlafkammer in die Wohnung von Frito Pendejo gespült, der seine Fragen jedoch kaum versteht und ihn gewaltsam vertreibt. In einem Krankenhaus stellt Joe fest, wie viel Zeit tatsächlich vergangen ist. Er wird jedoch verhaftet, weil er seine Rechnung nicht bezahlen kann und auch keinen gültigen Identitätsnachweis in Form eines eintätowierten Strichcodes besitzt. Im Strafprozess wird Joe als Verteidiger Frito beigeordnet, der aber zu einer effektiven Verteidigung nicht in der Lage ist und sogar aktiv zu Joes Verurteilung beiträgt. Auch Rita ist währenddessen erwacht und erkennt, dass sie nahezu jeden durch den gezielten Einsatz von Verführung übertölpeln kann.
Im Gefängnis verpasst ein Automat Joe fälschlicherweise den neuen Namen „Nicht Sicher“. Bei einem anschließenden Intelligenztest, der herausfinden soll, welche Arbeit er im Gefängnis leisten kann, stellt sich heraus, dass er im Jahr 2505 der mit Abstand intelligenteste Mensch der Erde ist. Joe flieht und kehrt zu Fritos Wohnung zurück. Er geht davon aus, dass es in der Zukunft eine Zeitmaschine geben müsse, die ihn ins Jahr 2005 zurückbringen könnte. Frito behauptet zu wissen, wo man eine solche Zeitmaschine finden könne. Als Joe ihm verspricht, in der Vergangenheit ein Konto für Frito zu eröffnen, das ihn wegen des Zinsgewinns im Jahr 2505 reich machen würde, erklärt Frito sich bereit, Joe zu helfen. Unterwegs treffen sie auf Rita; schließlich aber wird Joe erneut verhaftet: Wegen seines hohen IQs beruft ihn der Präsident der USA, Camacho, ein ehemaliger Rapper, Wrestler und Pornostar, zum Innenminister. Er erwartet, dass Joe alle Probleme der kaputten Gesellschaft löst. Weil das Volk hungert, soll Joe zuerst die marode Landwirtschaft sanieren.
Bei einem Ortstermin stellt er fest, dass die Felder nicht mit Wasser, sondern mit dem grünen Softdrink Brawndo bewässert werden. Brawndo hat bis 2505 das herkömmliche Wasser überall ersetzt, mit Ausnahme der Toilettenspülungen. Die Felder werden damit bewässert, weil laut Werbespruch „In Brawndo steckt, was Pflanzen schmeckt – es enthält Elektrolyte!“. Offenbar weiß niemand mehr, dass Elektrolyte Salzlösungen sind, die auf Dauer den Boden ausdörren. Nur mühsam gelingt es Joe, seine verdummten Kabinettskollegen zu überzeugen, es mit Wasser zu versuchen. Dadurch allerdings geht der einflussreiche Brawndo-Konzern über Nacht bankrott und entlässt daraufhin sämtliche Angestellten, immerhin 50 Prozent der Gesamtbevölkerung. Dadurch entstandene Unruhen führen zu einer „Rehabilitierung“ Joes, die aber tatsächlich nichts anderes ist als eine öffentliche Hinrichtung im Stil eines unfairen Demolition-Derby-Gladiatorenkampfs.
Rita kann allerdings das Schlimmste abwenden, indem sie Frito dazu bringt, während des Rehabilitierungsverfahrens Bilder der sprießenden Felder an den Veranstaltungsort zu übertragen. Präsident Camacho begnadigt Joe daraufhin und ernennt ihn zum Vizepräsidenten. Die versprochene Zeitmaschine entpuppt sich als bloße Attraktion in einem Vergnügungspark. Im Epilog wird Joe schließlich Präsident, heiratet Rita und bekommt mit ihr die „drei klügsten Kinder der Welt“. Frito, der zum Vizepräsidenten ernannt wird, zeugt allerdings mit acht Frauen 32 Kinder, „eines dümmer als das andere“.
In der Post-Credit-Szene sieht man, wie Upgrayedd, der ebenfalls eingefrorene ehemalige Zuhälter von Rita, aus seinem Behälter erwacht und sich unter die Menge mischt, um nach Rita zu suchen.

## Hintergrund
In den USA lief Idiocracy ab dem 1. September 2006 in den Kinos an. In den deutschen Kinos feierte der Film am 25. Januar 2007 Premiere, im Free-TV lief er zum ersten Mal am 7. März 2010 bei RTL.

## Rezeption
John Patterson beklagte im Guardian die schlechte Vermarktung. Obwohl kein Meisterwerk, habe Idiocracy das Zeug zum Kulthit. Indem sich die dystopische Gesellschaft unter dem Einfluss der Konzerne nur noch für substanzlose Oberflächlichkeiten und unmittelbare Bedürfnisbefriedigung interessiere, komme es zu einem dramatischen Kultur- und Werteverlust. Am Endpunkt dieser Verdummung entstehe eine Gesellschaft, die nicht einmal grundlegende Infrastruktur aufrechterhalten könne, weil sich Individuen willig der Bedürfnisbefriedigung hingäben und nicht mehr fähig seien, Probleme zu lösen, um die allgemeine Lage zu verbessern.
Sheri Linden sah in der Fachzeitschrift The Hollywood Reporter ebenfalls das Potenzial eines Kulthits, bemängelte aber Schwächen des Drehbuchs, das im Laufe des Films die immer gleichen Witze präsentiere und damit zunehmend Langeweile auslöse.

## Trivia
Im Film tragen alle Charaktere Crocs-Schuhe, da die Kostümdesignerin nur ein begrenztes Budget hatte und außerdem überzeugt war, dass Crocs (als Schuhe für feuchte Umgebungen konzipiert) niemals populär werden würden. In der Welt von „Idiocracy“ passten die Schuhe perfekt zur dargestellten Gesellschaft, die sich durch Dummheit und den Verfall von Werten auszeichnete.
Regisseur Mike Judge selbst kommentierte 2016 ironisch: „Ich bin kein Prophet – ich lag 490 Jahre daneben.“, was die wahrgenommene Aktualität des Films unterstreicht. Obwohl Idiocracy als Komödie konzipiert wurde, sehen Kolumnisten 2024 erschreckende Parallelen zur Gegenwart, was den Film prophetischer erscheinen lässt, als ursprünglich beabsichtigt.